# Micubiši Ki-67
Micubiši Ki-67 Hirjú (三菱 キ-67 飛龍; Létající drak) byl dvoumotorový středoplošný bombardér používaný japonskou císařskou armádou během druhé světové války. Armádní označení typu znělo těžký bombardér typ 4 (四式重爆撃機; 4 Šiki Džú Bakugekiki) a spojenecké kódové jméno Peggy.
Bývá označován za nejlepší japonský těžký bombardér druhé světové války. Spojenci jeho existenci poprvé zaznamenali v námořních střetech u ostrova Formosa v říjnu 1944

## Konstrukce
Vývoj Ki-67 začal v únoru 1941 a byl reakcí na vydání specifikací Generálního štábu letectva japonské císařské armády, požadujících náhradu za typ Nakadžima Ki-49, který sám právě nahrazoval doposud používané bombardéry Micubiši Ki-21. Cílem bylo vyvinout vysoce výkonný těžký bombardér s vysokou obratností, schopný působit i jako těžký stíhač. Letoun navrhoval hlavní inženýr továrny Mitsubishi Kjúnodžó Ozawa (小沢 久之丞). Prototyp vyrobený v závodě číslo 1 v Nagoji poprvé vzlétl 17. prosince 1942 a zbývající dva prototypy byly dodány v březnu 1943. Byť v rychlosti mírně zaostával za požadovanými 550 km/h, vynikal výbornou obratností. Dalších 16 strojů ověřovací série bylo dodáno v průběhu roku 1943 ze závodů v Oe-mači.
Zásadním zlepšením Ki-67 oproti dosavadním japonským bombardérům byla instalace samosvorných obalů části palivových nádrží, které značně zvyšovaly odolnost letounu v boji. Měl poměrně silnou obrannou výzbroj sestávající z 20 mm kanónu v ocasním střelišti a pěti 12,7 mm kulometů.[zdroj⁠?!] Společně se silnými osmnáctiválcovými hvězdicovými motory Micubiši Ha-104 se vzletovým výkonem 1417 kW tak vznikl jeden z nejodolnějších japonských letounů druhé světové války.
První sériové Hirjú byly dodány z výrobních závodů společnosti Micubiši v Oe-mači na předměstí Nagoje a v Kumamoto v dubnu 1944. Licenční stavba probíhala rovněž v továrnách Kawasaki (91 kusů), Nippon Kókúsai (29) a Tačikawa (1). Na začátku roku 1945 musela být hlavní výrobní linka v důsledku škod způsobených bombardováním a zemětřesením přeložena z Oe-mači do továrny v Čitě. Z tohoto závodu, a od prosince 1944 také z továrny Kawasaki v Gifu, vycházely dvě subverze Ki-67-Ia a Ki-67-Ib vyráběné do závěru války. Obě subverze vybavené zařízením pro zavěšení a svrhování torpéd se odlišovaly vnitřní konstrukcí a výstrojí.
Vzhledem k odlišné japonské koncepci bombardovacích letounů, unesl pro Japonce těžký bombardér Ki-67 náklad pum, který by na straně spojenců odpovídal bombardérům středním. Místo nosnosti byl preferován například dolet. Ki-67 tak unesl 1 070 kg pum, umístěných v pumovnici, zatímco americký bombardér North American B-25 Mitchell unesl třikrát více a Martin B-26 Marauder, společně s typem Douglas A-20 dvakrát více.
Při porovnání výkonů s těmito letouny vychází Ki-67 ze srovnání nejlépe. Je rychlejší než B-25 či B-26 a srovnatelný s A-20. Měl velmi dobrou stoupavost a obratnost (především malý poloměr zatáčky). Jeho manévrovatelnost byla tak dobrá, že Japonci na jeho základě vyvíjeli dvoumotorový armádní těžký stíhač Ki-109. Námořnictvo pro změnu objednalo vývoj protiponorkové verze Q2M. Značná část sériových Ki-67 byla upravena na torpédové letouny, operující z pozemních základen. Vzniklo také několik sebevražedných variant. Například některé Ki-67 měly být upraveny k útokům na základny amerických bombardérů tak, že dostaly pod trup trojici pevných 20mm kanónů, střílejících dolů pod úhlem 30 stupňů. Projekt ale zůstal jen na papíře.

## Stíhací varianta Ki-109

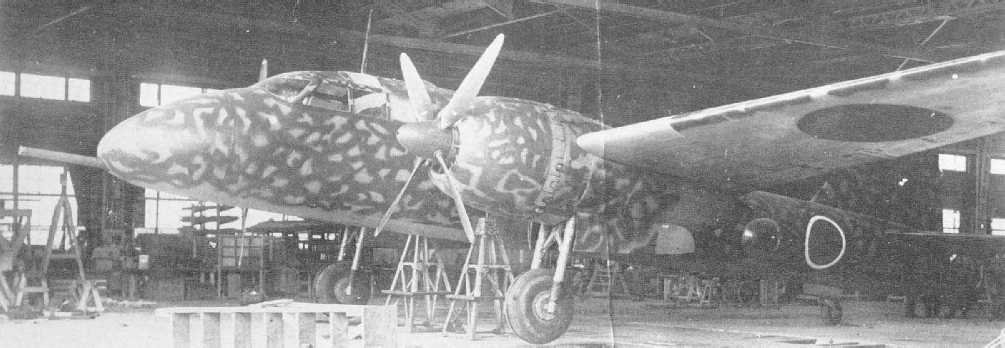
Micubiši Ki-109

Vývoj a stavba prototypů čtyřmístné stíhací varianty probíhala v Armádním leteckotechnickém výzkumném ústavu v Tačikawě. Po letových testech, probíhajících v prvním pololetí roku 1944, byla objednána série čtyřiadvaceti Ki-109 s pohonnými jednotkami Ha-104, později i Ha-104Ru. Společnost Micubiši stihla upravit pouze 22 sériových strojů s motory Ha-104, z nichž první dva ještě nesly horní střeleckou věž a boční střeliště.
Původně se počítalo s tím, že těžké stíhací Ki-109 budou operovat pouze v noci. Letouny měly spolupracovat v párech složených z variant Ki-109a a Ki-109b. První měla letoun zaměřit radarem a osvětlit pomocí světlometu, zatímco druhý letoun by cíl napadl pomocí svých kanónů. Vše ale zůstalo jen ve fázi projektu a Ki-109 měl být používán ve dne. Letouny pro denní útoky byly upravené tak, že v přídi nesly kanón typ 88 ráže 75 mm a pro obranu jen jeden 12,7mm kulomet v ocasním střelišti. Pumovnice byla odstraněna.
Ki-109 byly operačně nasazeny v jednotce protivzdušné obrany Japonska 107. Sentai.

## Protiponorková varianta Q2M
V závěru války Japonské císařské námořnictvo požadovalo modifikaci konstrukce Ki-67 na radarem vybavený protiponorkový letoun Micubiši Q2M. Ty měly mít výkonnější motory Micubiši Kasei 25 Ocu o výkonu 1 850 hp a šestilisté vrtule. Měly nést torpéda a hlubinné pumy. Typ zůstal pouze ve fázi projektu.

## Sebevražedné varianty Ki-67 KAI a Ki-67 Sakura-dan
Na konci války byly speciálně upravené verze Ki-67-I KAI, objednané 18. září 1944 pro sebevražedné akce. Posádka byla redukována na tři muže. Nebyly ozbrojené a odstraněná střeliště byla zakryta překližkou. Místo toho nesly v pumovnici a trupu dvě 800kg pumy či až 2 900 kg výbušnin. Nálož odpalovala roznětka umístěná na tři metry dlouhé tyči na přídi letounu.
Speciální útočná verze Ki-67 Sakura-dan nesla 2 900 kg těžkou termitovou kumulativní hlavicí za kabinou osádky. Tlaková vlna výbuchu měla působit na vzdálenost jeden kilometr v okruhu 600 metrů a stroj měl útočit na místa koncentrace pěchoty, nebo tanků. Byly postaveny alespoň 3 kusy.

## Bojové nasazení

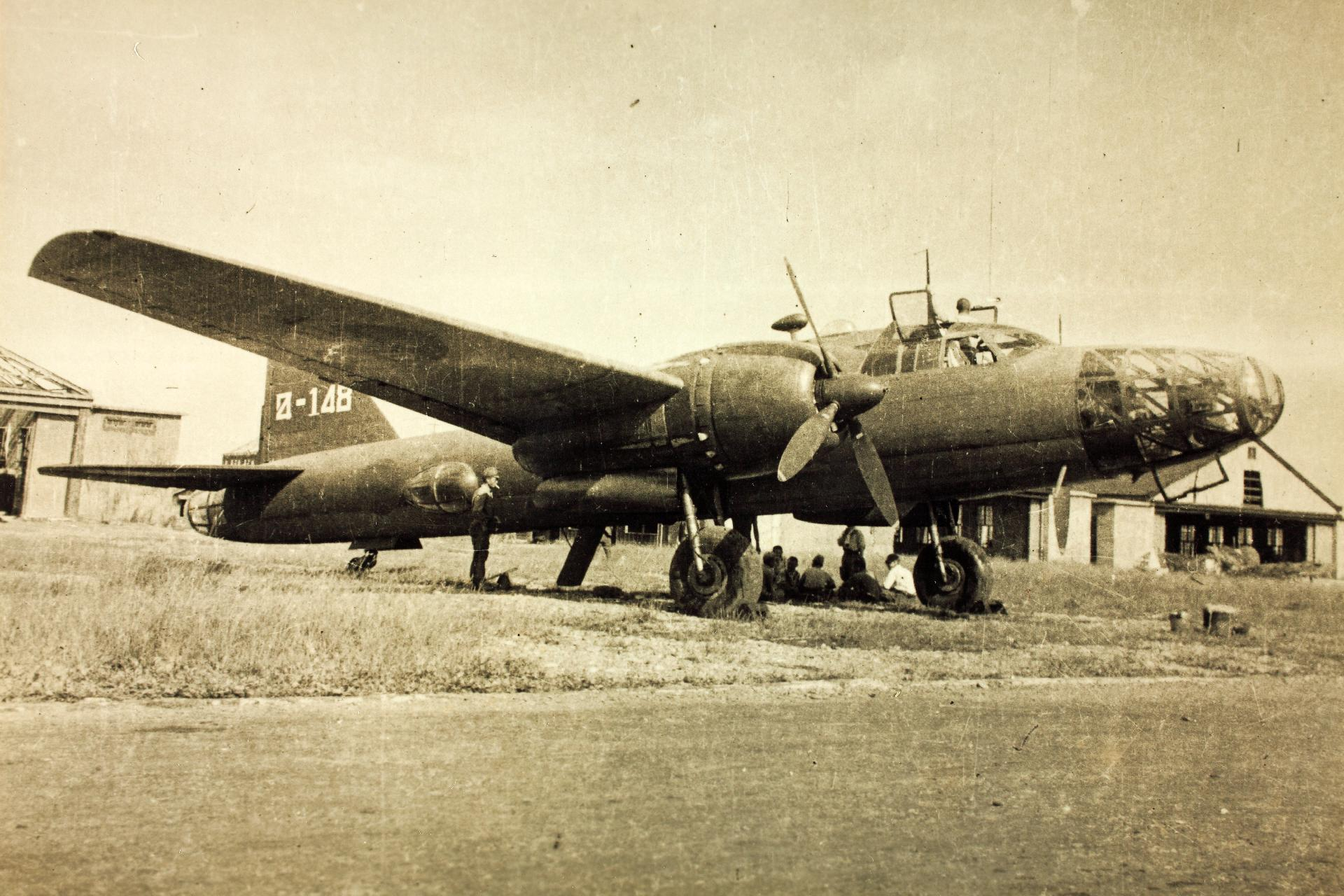
Ki-67-II

Ki-67 byl používán jako klasický horizontální bombardér, anebo jako torpédový bombardér. V takovém případě nesl jedno torpédo zavěšené pod trupem. Ki-67 byl poprvé bojově použit 98. Sentai začleněné do 762. Kókútai proti americkému 3. loďstvu, útočícímu v říjnu 1944 na ostrov Formosa a souostroví Rjúkjú. Dalšími útvary, vyzbrojenými Hirjú, byly 7., 14., 16., 61., 62., 74. a 110. Sentai. Jejich základny se nacházely převážně na Japonských ostrovech, ale také v Malajsku, na Formose a Sachalinu. Později byl používán při obraně ostrova Okinawa, v Číně a pro nálety na základny amerických těžkých bombardérů Boeing B-29 Superfortress na ostrovech Saipan, Tinian a Guam. Používaly se také při operacích japonských speciálních jednotek Girecu. Na konci války letouny dosloužily při sebevražedných útocích.

## Přehled variant

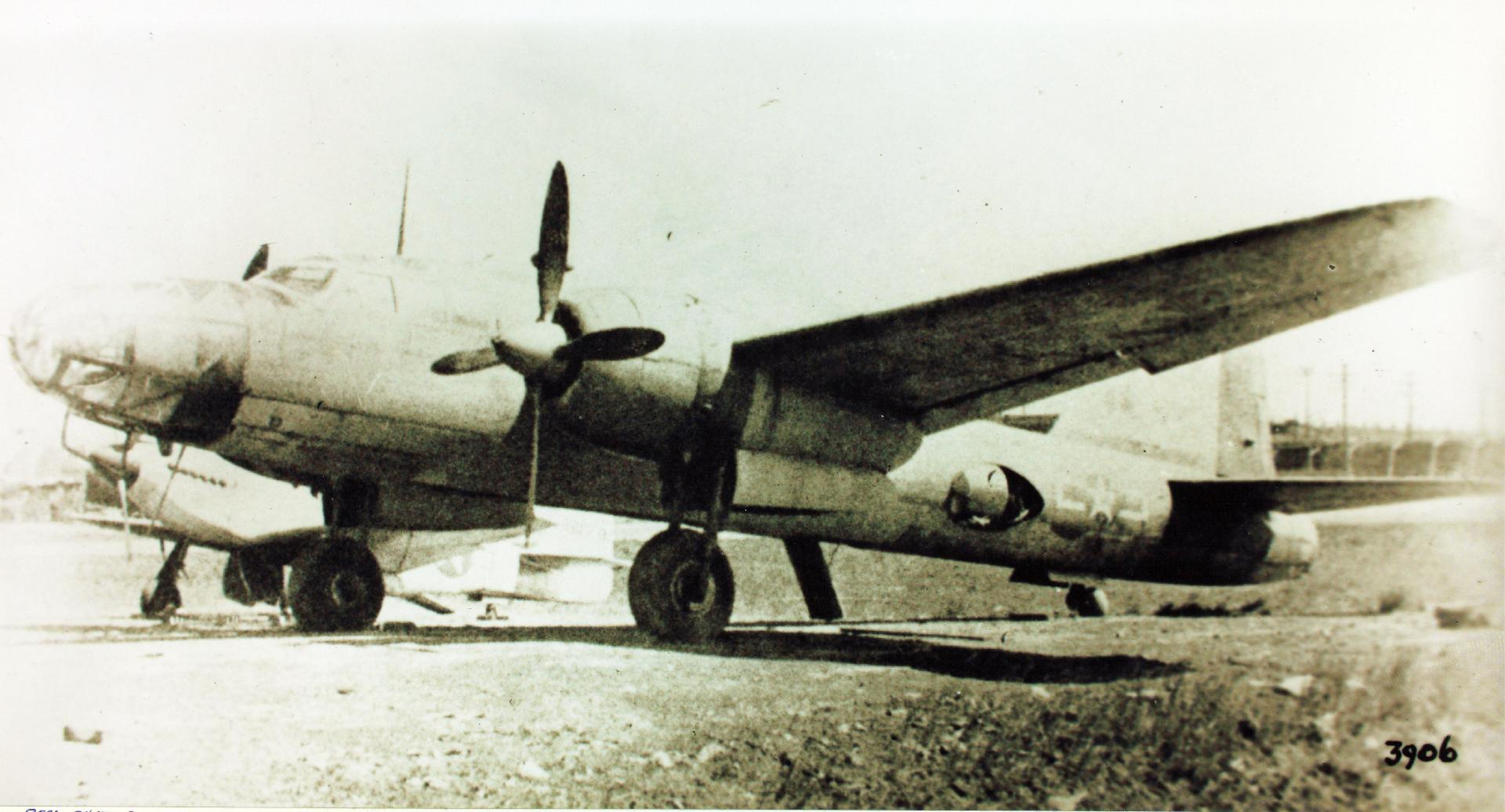
Ukořistěný letoun Ki-67 testovaný USAAF

- Ki-67 I – prototypy, vyrobeno 19 kusů.
- Ki-67 Hirjú – hlavní sériová varianta Ki-67. Celkem jich bylo vyrobeno 679 kusů (587 vyrobilo Mitsubishi, 91 Kawasaki a 1 Tačikawa). Více než 420 z nich bylo upraveno na torpédové bombardéry.
- Ki-67 I – model určený pro testování motorů Micubiši Ha-104Ru s turbokompresorem Ru-3, vyrobeny 3 kusy.
- Ki-67 I Go-IA – pokusný letoun pro testy řízených střel, 1 kus.
- Ki-67 KAI – znám i jako To-Go. Ki-67 upravené pro sebevražedné útoky. Nejméně 15 kusů.
- Ki-67 Sakura-dan – sebevražedná verze s termitovou náloží. Minimálně 3 kusy.
- Ki-67 pro pozemní útoky – nesla pod trupem tři 20mm kanóny střílející dolů pod úhlem 30°. Určené především pro útoky pro základnám bombardérů B-29. Pouze projekt.
- Ki-67 II – prototypy se silnějšími motory Micubiši Ha-214 o 2 400 koních. Vyrobeny 2 kusy.
- Jasakuni – název pro torpédové Ki-67 používané Japonským císařským námořnictvem.
- Ki-109 – těžká stíhací varianta. Postaveny 2 prototypy a 22 sériových kusů.
- Q2M1 Taijó – námořní varianta Ki-67 vybavená radarem a určená pro protiponorkový boj. Pouze projekt.

## Specifikace (Ki-67-I)
Údaje podle

### Technické údaje
- Posádka: 6–8
- Délka: 18,70 m
- Rozpětí: 22,50 m
- Výška: 4,80 m
- Plocha křídla: 65,85 m²
- Prázdná hmotnost: 8 649 kg
- Maximální vzletová hmotnost: 13 765 kg
- Plošné zatížení: 208 kg/m²
- Poměr výkon/hmotnost: 0,21 kW/kg
- Pohonná jednotka: 2 × osmnáctiválcový hvězdicový motor Micubiši Ha-104
- Výkon pohonné jednotky: 1 417 kW (1 900 k)

### Výkony
- Maximální rychlost: 537 km/h
- Dolet: 3 800 km
- Dostup: 9 470 m
- Stoupavost: 450 m/min

### Výzbroj
- První tři prototypy:

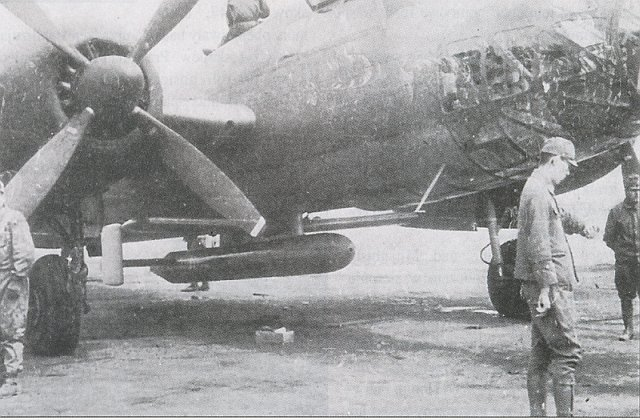
Ki-67-I Hirjú se zavěšenou řízenou kluzákovou pumou Micubiši Ki-147, letiště Fusa

  - 2× 12,7mm kulomet typu 1: po jednom v hřbetním a ocasním střelišti
  - 3x 7,92mm kulomet typu 98: po jednom v přídi a bočních střelištích
- Od 4. do 19. vyrobeného kusu:
  - 1× 20mm kanón Ho-5 ve hřbetní věži
  - 2× 12,7mm kulomet typu 1: po jednom v přídi a ocasním střelišti
  - 2x 7,92mm kulomet typu 98: po jednom v bočních střelištích
- Od 20. do 450. vyrobeného kusu:
  - 1× 20mm kanón Ho-5 ve hřbetní věži
  - 4× 12,7mm kulomet typu 1: po jednom v přídi, ocasním střelišti a v bočních kapkovitých střelištích
- Od 451. vyrobeného kusu:
  - 1× 20mm kanón Ho-5 ve hřbetní věži
  - 5× 12,7mm kulomet typu 1: jeden v přídi, dva v ocasním střelišti a po jednom v bočních kapkovitých střelištích
- 800 až 1 000 kg bomb ve vnitřní pumovnici, některé verze pro sebevražedné útoky až 2 700 kg bomb